# Aconitum dolichostachyum
Aconitum dolichostachyum är en ranunkelväxtart som beskrevs av Wen Tsai Wang. Aconitum dolichostachyum ingår i släktet stormhattar, och familjen ranunkelväxter. Inga underarter finns listade i Catalogue of Life.